# 豐島園站
豐島園站（日语：／ Toshimaen eki */?）是位於日本東京都練馬區練馬四丁目，屬於西武鐵道、東京都交通局（都營地下鐵）的鐵路車站。
直至2020年8月31日，此站是23區內其中最大的遊樂園豐島園的最近車站。

## 兩間公司車站的關係
此站的西武鐵道車站有豐島線停靠、東京都交通局車站有都營地下鐵大江戶線停靠。豐島線以此站為終點站。
兩站之間雖可轉乘，但不是聯絡車站，事實上是同名而不同的車站。兩站之間轉乘除適用轉乘優惠外，兩間公司都建議在練馬站轉乘。
雙方的站舍互相獨立，西武鐵道的閘口與都營地下鐵的A2地上出入口之間需徒步途經屋外的豐島園商店會，需時約2分鐘。

## 歷史
- 1927年（昭和2年）10月15日：西武鐵道站區開業。該時名稱為豐島站。
- 1933年（昭和8年）3月1日：西武鐵道車站名稱改為豐島園站。
- 1991年（平成3年）
  - 3月9日：西武鐵道在本站設置第一座自動驗票閘門。
  - 12月10日：都營地下鐵12號線站區開業。
- 2000年（平成12年）4月20日：都營地下鐵12號線改稱大江戶線。
- 2013年（平成25年）1月12日：大江戶線月台門啟用。

## 車站構造
兩個站區只是站名相同，實際並不相通，且沒有相互換乘的安排。而兩條路線的建議換乘站則是相鄰的練馬站。

### 西武鐵道
本站是變形港灣式月台1面2線的地面車站，為終點站。
月台十分寬廣為其特徵。1960年代中期以前，月台為「コ」字型2面3線構造，但僅能停靠6輛編組列車。由於8輛編組列車於逐漸增加，本站月台為了增加有效長度而拆除白天不使用的中線並填成為現行的月台型態。現在月台屋頂仍維持當時兩月台的配置，2號月台對側則是當時的舊月台。
2008年6月14日，西武池袋線、東京地下鐵副都心線相互直通運轉開始，往豐島園始發列車由練馬發車，豐島園末班車也以練馬為終點站，其他班次皆是直通運轉至池袋線池袋站的各站停車。在此以前部分時段有線內折返班次，而平日早晨有準急班次運行。
池袋線椎名町 - 櫻台間各站已陸續進行月台延長工程以對應10輛編組，但本站由於未能取得擴建空間尚未動工。因此池袋起訖的各站停車仍維持8輛編組，尚未升級成10輛編組。優等列車僅在誤點時臨時停靠，平時沒有優等列車運行。
自動驗票閘門旁有下車專用有人剪票口。這是為了因應夏季泳池營業與練馬區成人式等活動舉行時大量乘客湧入所設置，但2009年進行耐震補強工程後大幅縮小。
廁所在剪票口內1號月台線路右側後方。

### 月台配置

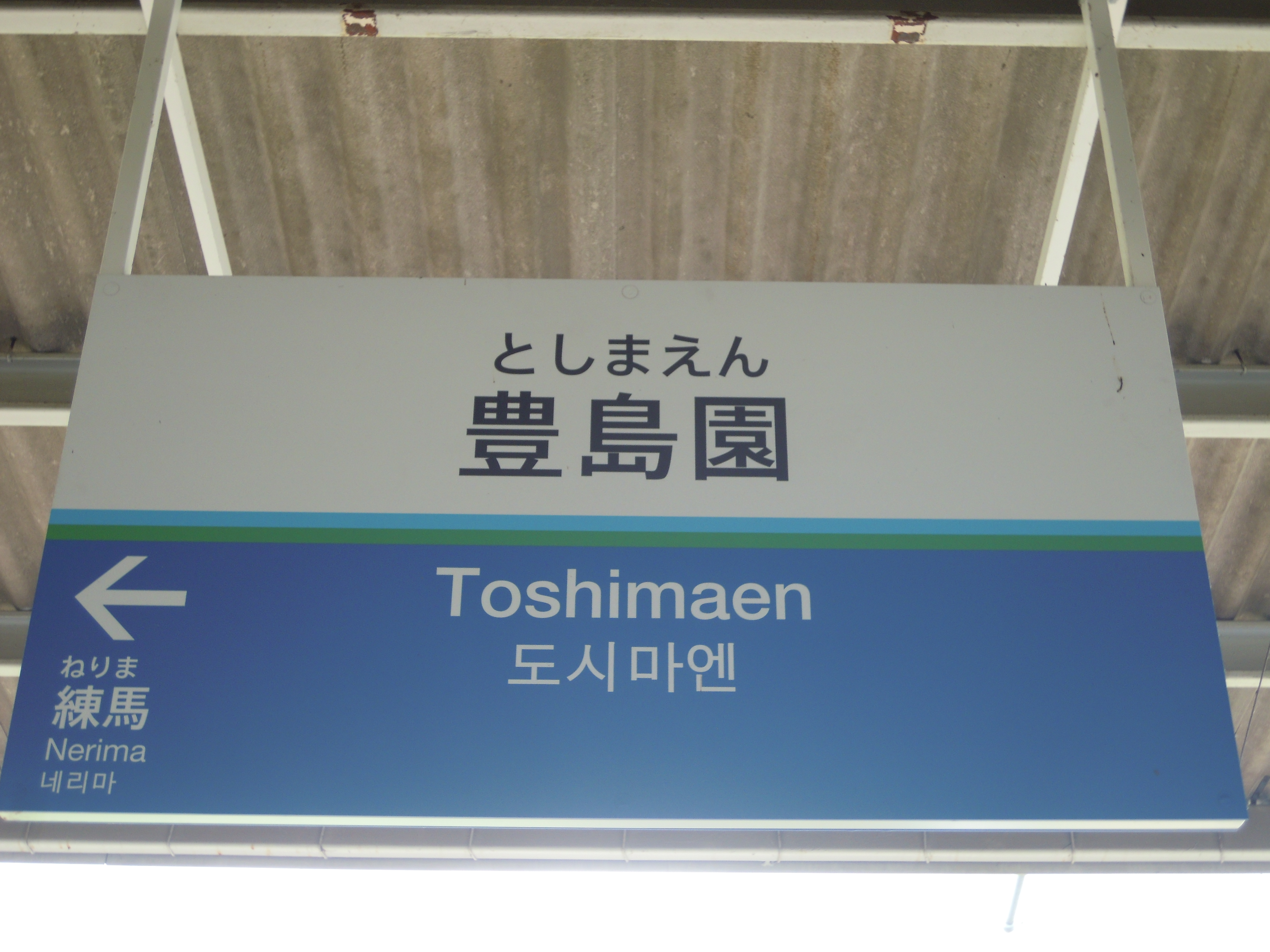
站名標

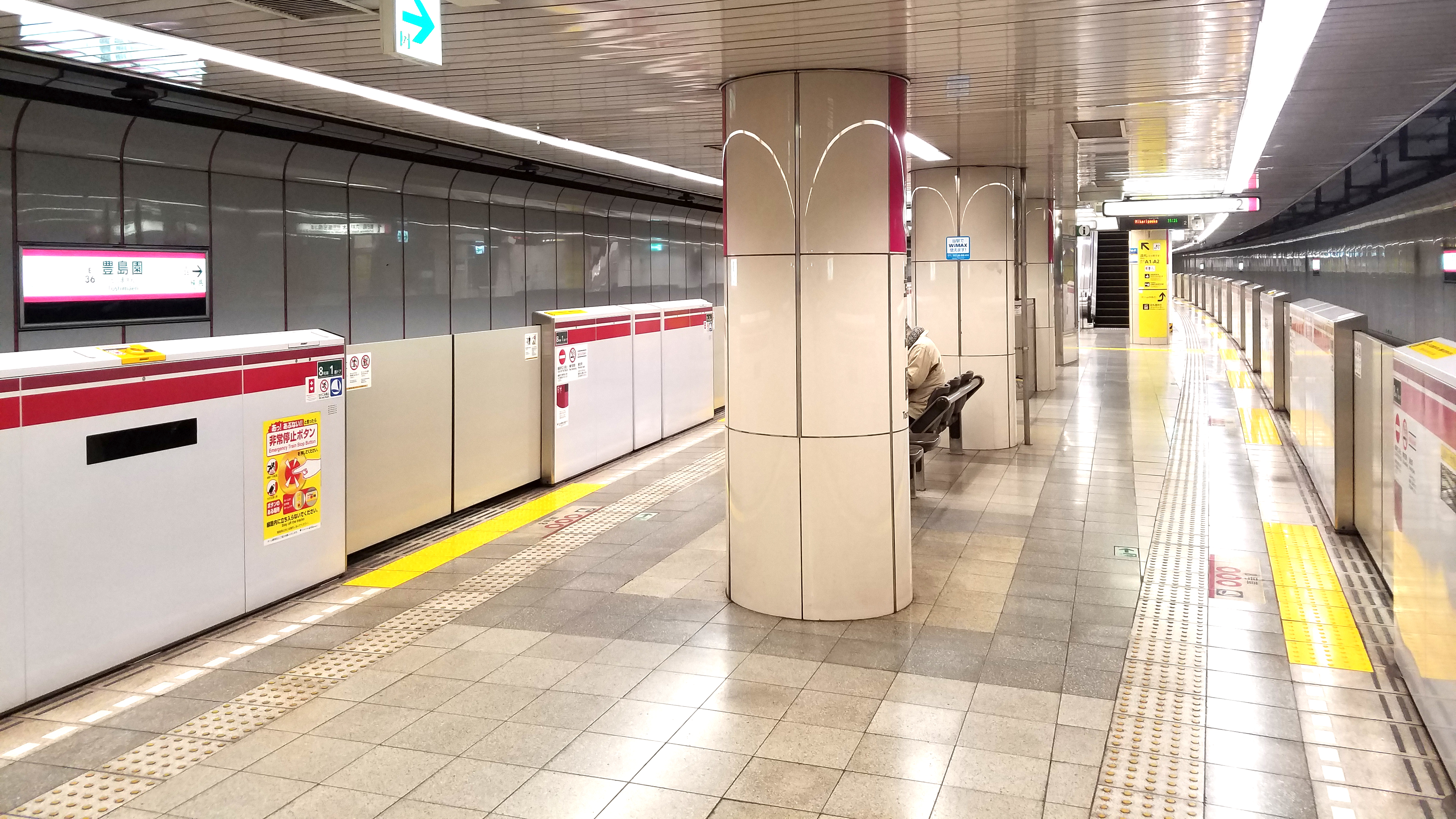
月台（攝於2019年12月）

| 月台 | 路線           | 目的地         |
| ---- | -------------- | -------------- |
| 1、2 | 豐島線、池袋線 | 練馬、池袋方向 |

（來源：西武鐵道:車站構內圖（页面存档备份，存于））

### 東京都交通局
本站為島式月台1面2線地下車站。

### 月台配置
| 月台 | 路線     | 目的地                                   |
| ---- | -------- | ---------------------------------------- |
| 1    | 大江戶線 | 都廳前、六本木、（都廳前轉乘）飯田橋方向 |
| 2    | 大江戶線 | 光丘方向                                 |

（來源：都營地下鐵:車站構內圖（页面存档备份，存于））

## 利用狀況
- 西武鐵道 - 2017年度1日平均上下車人次為13,977人[使用人數 1]。
西武鐵道全部92個車站當中排名第61位。
- 都營地下鐵 - 2015年度1日平均上下車人次為11,716人（上車人次：5,890人、下車人次：5,826人）[使用人數 2]。
2014年度超越國立競技場站，位居倒數第二。

近年1日平均上下車人次變化如下表。
| 年度               | 西武鐵道           | 西武鐵道 | 都營地下鐵         | 都營地下鐵 |  |
| 年度               | 1日平均 上下車人次 | 增加率   | 1日平均 上下車人次 | 增加率     |  |
| ------------------ | ------------------ | -------- | ------------------ | ---------- |  |
| 2002年（平成14年） | 2002年（平成14年） | 10,765   |                    | 8,204      |  |
| 2003年（平成15年） | 10,769             | 0.0%     | 8,691              | 0.6%       |  |
| 2004年（平成16年） | 11,436             | 6.2%     | 9,335              | 7.4%       |  |
| 2005年（平成17年） | 11,879             | 3.9%     | 9,921              | 6.3%       |  |
| 2006年（平成18年） | 12,186             | 2.6%     | 10,262             | 3.4%       |  |
| 2007年（平成19年） | 12,285             | 0.8%     | 10,938             | 6.6%       |  |
| 2008年（平成20年） | 12,566             | 2.3%     | 11,151             | 1.9%       |  |
| 2009年（平成21年） | 12,927             | 2.9%     | 11,059             | −0.8%      |  |
| 2010年（平成22年） | 12,639             | −2.2%    | 10,990             | −0.6%      |  |
| 2011年（平成23年） | 12,707             | 0.5%     | 10,568             | −3.8%      |  |
| 2012年（平成24年） | 13,318             | 4.8%     | 10,954             | 3.7%       |  |
| 2013年（平成25年） | 13,583             | 2.0%     | 11,163             | 1.9%       |  |
| 2014年（平成26年） | 13,570             | −0.1%    | 11,131             | −0.3%      |  |
| 2015年（平成27年） | 13,737             | 1.2%     | 11,286             | 1.4%       |  |
| 2016年（平成28年） | 13,980             | 1.8%     | 11,600             | 2.8%       |  |
| 2017年（平成29年） | 13,977             | 0.0%     | 11,716             | 1.0%       |  |

近年1日平均上車人次變化如下表。
| 年度               | 西武鐵道 | 都營地下鐵 | 來源              |
| ------------------ | -------- | ---------- | ----------------- |
| 1990年（平成02年） | 18,016   | -          | [ 東京都統計 1 ]  |
| 1991年（平成03年） | 17,396   | 841        | [ 東京都統計 2 ]  |
| 1992年（平成04年） | 15,441   | 756        | [ 東京都統計 3 ]  |
| 1993年（平成05年） | 13,362   | 701        | [ 東京都統計 4 ]  |
| 1994年（平成06年） | 12,419   | 704        | [ 東京都統計 5 ]  |
| 1995年（平成07年） | 10,437   | 672        | [ 東京都統計 6 ]  |
| 1996年（平成08年） | 9,542    | 630        | [ 東京都統計 7 ]  |
| 1997年（平成09年） | 8,249    | 1,164      | [ 東京都統計 8 ]  |
| 1998年（平成10年） | 6,710    | 3,151      | [ 東京都統計 9 ]  |
| 1999年（平成11年） | 6,546    | 3,320      | [ 東京都統計 10 ] |
| 2000年（平成12年） | 6,184    | 3,770      | [ 東京都統計 11 ] |
| 2001年（平成13年） | 5,477    | 4,340      | [ 東京都統計 12 ] |
| 2002年（平成14年） | 5,223    | 4,451      | [ 東京都統計 13 ] |
| 2003年（平成15年） | 5,238    | 4,621      | [ 東京都統計 14 ] |
| 2004年（平成16年） | 5,690    | 5,049      | [ 東京都統計 15 ] |
| 2005年（平成17年） | 5,937    | 5,374      | [ 東京都統計 16 ] |
| 2006年（平成18年） | 6,052    | 5,523      | [ 東京都統計 17 ] |
| 2007年（平成19年） | 6,120    | 5,730      | [ 東京都統計 18 ] |
| 2008年（平成20年） | 6,265    | 5,706      | [ 東京都統計 19 ] |
| 2009年（平成21年） | 6,471    | 5,607      | [ 東京都統計 20 ] |
| 2010年（平成22年） | 6,387    | 5,542      | [ 東京都統計 21 ] |
| 2011年（平成23年） | 6,337    | 5,338      | [ 東京都統計 22 ] |
| 2012年（平成24年） | 6,693    | 5,511      | [ 東京都統計 23 ] |
| 2013年（平成25年） | 6,842    | 5,617      | [ 東京都統計 24 ] |
| 2014年（平成26年） | 6,831    | 5,598      | [ 東京都統計 25 ] |
| 2015年（平成27年） | 6,907    | 5,671      | [ 東京都統計 26 ] |
| 2016年（平成28年） | 7,027    | 5,822      | [ 東京都統計 27 ] |
| 2017年（平成29年） |          | 5,890      |                   |

## 車站周邊

### 西武鐵道
- 東京華納兄弟哈利波特影城（原豐島園）
- 豐島園 庭之湯（日语：豊島園 庭の湯）
- 向山庭園（日语：向山庭園）
- 星巴克豐島園站前店

### 東京都交通局
A2
- UNITED CINEMAS（日语：ユナイテッド・シネマ）豐島園
- 練馬四郵便局
- 八千代銀行（日语：八千代銀行）豐島園支店
- 玩具反斗城、寶寶反斗城豐島園店
- 7-Eleven豐島園站前店

A1
- 十一寺（日语：田島山十一ヶ寺）
- 練馬警察署（日语：練馬警察署）豐島園交番
- 練馬區厚生文化會館
- 松屋豐島園店

## 巴士路線
- 西武巴士
  - 練47：往練馬站／往成增站南口
- 國際興業巴士（日语：国際興業バス）
  - 赤01：往練馬站／往赤羽站西口
  - 練95：往練馬站／往練馬北町車庫（日语：国際興業バス練馬営業所）

## 相鄰車站
西武鐵道
 豐島線
■各站停車（幾乎全部列車直通池袋線）
練馬（SI06）－豐島園（SI39）
 都營地下鐵
 大江戶線
練馬（E 35）－豐島園（E 36）－練馬春日町（E 37）

### 來源
私鐵、地下鐵1日平均使用人數
1. ↑  駅別乗降人員（2015年度1日平均）PDF - 西武鉄道
2. ↑  各駅乗降人員一覧 （页面存档备份，存于） - 東京都交通局

私鐵、地下鐵統計資料
1. 1 2  練馬区統計書 （页面存档备份，存于） - 練馬区
2. ↑  各種報告書 （页面存档备份，存于） - 関東交通広告協議会
3. ↑  .   [2017-05-30]. （原始内容存档于2016-04-01）.

東京都統計年鑑
1. ↑  .   [2017-05-30]. （原始内容存档于2016-03-05）.
2. ↑  .   [2017-05-30]. （原始内容存档于2016-03-05）.
3. ↑  .   [2017-05-30]. （原始内容存档于2013-08-15）.
4. ↑  .   [2017-05-30]. （原始内容存档于2013-02-03）.
5. ↑  .   [2017-05-30]. （原始内容存档于2013-02-03）.
6. ↑  .   [2017-05-30]. （原始内容存档于2013-02-03）.
7. ↑  .   [2017-05-30]. （原始内容存档于2013-02-03）.
8. ↑  .   [2017-05-30]. （原始内容存档于2016-03-04）.
9. ↑  東京都統計年鑑（平成10年）PDF
10. ↑  東京都統計年鑑（平成11年）PDF
11. ↑  .   [2017-05-30]. （原始内容存档于2016-03-04）.
12. ↑  .   [2017-05-30]. （原始内容存档于2016-03-04）.
13. ↑  .   [2017-05-30]. （原始内容存档于2017-07-29）.
14. ↑  .   [2017-05-30]. （原始内容存档于2017-07-29）.
15. ↑  .   [2017-05-30]. （原始内容存档于2017-07-29）.
16. ↑  .   [2017-05-30]. （原始内容存档于2017-07-29）.
17. ↑  .   [2017-05-30]. （原始内容存档于2017-07-29）.
18. ↑  .   [2017-05-30]. （原始内容存档于2017-07-29）.
19. ↑  .   [2017-05-30]. （原始内容存档于2017-07-29）.
20. ↑  .   [2017-05-30]. （原始内容存档于2016-03-26）.
21. ↑  .   [2017-05-30]. （原始内容存档于2016-03-27）.
22. ↑  .   [2017-05-30]. （原始内容存档于2016-03-25）.
23. ↑  .   [2017-05-30]. （原始内容存档于2016-03-27）.
24. ↑  .   [2017-05-30]. （原始内容存档于2016-03-22）.
25. ↑  .   [2017-05-30]. （原始内容存档于2017-07-30）.
26. ↑  .   [2017-07-25]. （原始内容存档于2018-11-09）.
27. ↑  .   [2019-02-26]. （原始内容存档于2019-05-02）.

## 外部連結
- 豐島園 - 西武鐵道（日語）
- 豐島園 - 東京都交通局（日語）